# Ardices nigriceps
Ardices nigriceps là một loài bướm đêm thuộc phân họ Arctiinae, họ Erebidae.